# Sara Tunes
Sara Tunes, vlastním jménem Sara Agudelo Restrepo (* 5. října 1992 Medellín) je kolumbijská zpěvačka, skladatelka, tanečnice a modelka.

## Život
Začínala jako sólistka školního sboru Estrella de la Mañana, s nímž v roce 2001 nahrála album vánočních koled. Je interpretkou žánrů jako latin pop, reggaeton a contemporary R&B. Podepsala smlouvu se společností EMI. V roce 2010 získala dvě ceny Premios Tv Fama. Její singl «Así te amo» byl v čele hitparády Latin Pop Albums. Věnuje se také elektronické hudbě jako součást dua F4ST s DJem Fainalem.

## Diskografie

### EPs
- 2003: Villancicos de todas las épocas
- 2006: ¿Para Qué?

### LPs
- 2010: Butterfly
- 2014: XOXO